# خارخسک
خارخَسَک (نام علمی: Tribulus terrestris) نام یک گونه از سرده خارخسک و از تیره قیچیان است.

## ساختار خارخاسک
گیاهی است علفی، یک ساله، دارای ساقه‌های خوابیده با انشعابات گسترده بر سطح خاک و پوشیده از تار که برگ و ساقه‌های جوان آن را تارهای ظریف ابریشمی می‌پوشاند. برگ‌های آن متقابل غالباً نامساوی و مرکب از برگچه‌های کوچک و ریزی است که به تعداد ۶–۳ زوج در طرفین دمبرگ اصلی جای دارند. گل‌ها زرد کوچک و منفرد هستند. میوه آن شیزوکارپ ناشکوفا که در موقع رسیدن قسمت‌های پنجگانه آن از هم جدا و پراکنده می‌شوند. هر یک از این قسمت‌های پنج‌گانه در سطح بیرونی خاردار است. قسمت‌های مورد استفاده این گیاه، میوه، دانه، برگ، ریشه و گاهی کلیه اعضای گیاه است ولی بیش از همه میوه آن مورد استفاده قرار می‌گیرد. رنگ میوه‌های آن سبز مایل به زرد، بدون بو و با طعم مشخص است.
میوه‌ی خارخسک چهار بخشی و نرم است اما خارهای تیزی دارد.
میوه‌های این گیاه را در اواخر تابستان و اوایل پاییز جمع‌آوری می‌کنند. این گیاه پراکندگی وسیعی در نواحی مختلف کره زمین دارد. به طوری که می‌توان آن را در غالب نواحی دنیا مشاهده کرد. ترکیبات شیمیایی گیاه خارخاسک شامل رزین، تاش، روغن ثابت، آلکالوئید، پلی فنل‌ها و مواد معدنی شامل کلسیم، فسفر، آهن، سدیم، پتاسیم، گوگرد، ازت و کلر است. پنج نوع ماده گلیکوزیدی نیز دارد که همه آن‌ها دارای گلوکز است و علاوه بر گلوکز قندهای رامنوز، آرابینوز را هم شامل می‌شود. خارخاسک به عنوان مدر، دفع‌کننده سنگ‌های مجاری ادراری و تقویت‌کننده قوای جنسی به کار می‌رود. در طب گذشته برای خارخاسک اثر مدر و دفع‌کننده سنگ‌های مجاری ادراری و تقویت‌کننده قوای جنسی قائل بوده و از آن به عنوان درمان‌کننده عفونت و التهاب لثه استفاده می‌شده است. از فرآورده‌های موجود در بازار می‌توان قطره پروستاتان، قطره سنکل و قطره آفرودیت را نام برد.
خارخسک در آب و هوای گرم و حتی در کویر نیز دیده می‌شود.

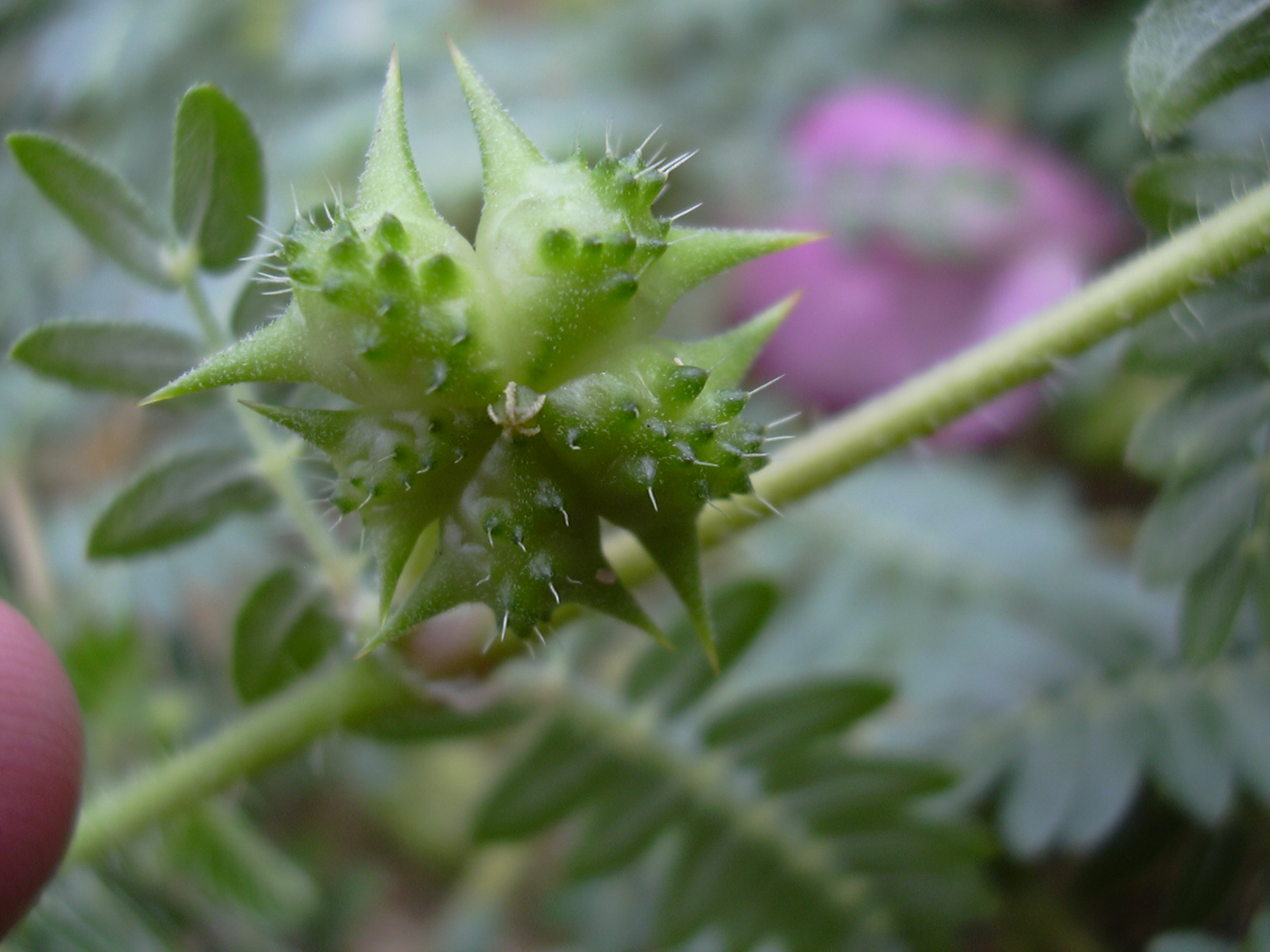
میوه خارخسک